# Sposób na kobietę
Sposób na kobietę (ang. Home of Phobia lub Freshman Orientation) – amerykańska komedia filmowa w reżyserii Ryana Shiraki z 2004 roku.
W Polsce, w kwietniu 2010 r., film wyemitowała telewizyjna stacja Movies 24.

## Opis fabuły
Student pierwszego roku, Clay Adams, decyduje się na nietypowy krok, by zbliżyć się do pięknej koleżanki Amandy − postanawia udawać geja; wszystko w myśl zasady, że kobiety czują się swobodnie wśród mężczyzn niezainteresowanych płcią przeciwną. Symulowana orientacja chłopaka ściąga na niego uwagę uczelnianych aktywistów LGBT. Z czasem Clay − niemający dotychczas styczności ze środowiskiem mniejszości seksualnych − zaczyna spoglądać na pewne kwestie zupełnie inaczej. Jednocześnie komplikują się jego relacje z Amandą, która zakochuje się w rzekomo homoseksualnym przyjacielu.

## Obsada
- Sam Huntington − Clay Adams
- Marla Sokoloff − Marjorie
- Mike Erwin − Matt
- Heather Matarazzo − Jessica
- Kaitlin Doubleday − Amanda
- Jeffrey Muller − Sherman Jessop
- Bryce Johnson − Tazwell
- Jud Tylor	− Serena
- John Goodman − Rodney
- Rachel Dratch − pijana dziewczyna

## Nagrody i wyróżnienia
- 2008, Glitter Awards:
  - nagroda Glitter w kategorii najlepszy aktor drugoplanowy (nagrodzony: Bryce Johnson)